# فريدريك أوسبورن
فريدريك أوسبورن (بالإنجليزية: Frederick Osborne)‏ هو سياسي أسترالي، ولد في 20 يناير 1909 في أورانج في أستراليا، وتوفي في 23 يوليو 1996. حزبياً، نشط في الحزب الليبرالي الأسترالي. وقد انتخب عضو مجلس النواب الأسترالي عن دائرة إيفانز ‏ (10 ديسمبر 1949 – 9 ديسمبر 1961).